# HMS Restoration (1678)
La HMS Restoration era un vascello di terza classe, a due ponti da 70 cannoni della Royal Navy, costruito negli settanta del XVII Secolo, secondo il programma di costruzione del 1677. Il suo nome: HMS Restoration
deriva dalla restaurazione sul trono inglese di Carlo II Stuart, avvenuta nel 1660.

## Storia
Il vascello di terza classe HMS Restoration fu impostato presso il cantiere navale di Harwich, dove venne varato nel 1678. Dopo aver partecipato alla Battaglia di Barfleur-La Hogue (29 maggio 1692) sotto il comando del capitano James Gother, fu completamente ricostruito presso il cantiere navale di Portsmouth nel corso del 1702, conservando lo stesso armamento, mentre il dislocamento salì a 1.044 t bm.  Il vascello andò perso per naufragio si banchi di sabbia di Goodwin il 27 novembre 1703, durante la Grande Tempesta, con la perdita di tutti i 387 uomini dell’equipaggio, compreso il comandante Emms.

### Localizzazione del relitto
Alcuni subacquei locali hanno trovato il sito dove giace il relitto nel 1980. La localizzazione iniziale era a 50 m da quello che oggi è conosciuto come il South Mound; il North Mound fu scoperto nel 1999, e la classificazione della zona è stata modificata con Statutory Instrument numero 2004/2395, con un raggio di 300 metri dal punto 51° 15,6302 'N, 01° 30,0262' E. Si ritiene che la Restauration si trovi sotto il North Mound, mentre il South Mound nasconda il relitto di una fregata da 50 cannoni andata persa quel giorno, la HMS Mary, ma di questo non vi è per ora alcuna certezza. Il sito si trova a 100 m ad ovest dei Goodwin Sands fuori Deal, nei pressi dei relitti dei vascelli HMS Stirling Castle e HMS Northumberland affondati anch’essi nella stessa tempesta.
Il sito del North Mound è stato studiato dalla Wessex Archaeology il 25 giugno 2006, e vi sono stati trovati pezzi di trave rivestiti di rame, un cannone, tubi di piombo e mattoni per il focolare.

### Annotazioni
1. ↑  I così detti Goodwin Sands sono dei banchi di sabbia situati nel Canale della Manica a circa 10 km dalla costa di Deal, nel Kent, Inghilterra.

### Fonti
1. ↑  Lavery 2003, p. 162.
2. 1 2 3  Colledge, Warlow 2006, p. 293.
3. ↑  Lambert 2000, p. 85.
4. ↑  Lavery 2003, p. 167.
5. 1 2 3 4 5   Wessex Archaeology, RESTORATION, GOODWIN SANDS DESIGNATED SITE ASSESSMENT: ARCHAEOLOGICAL REPORT [collegamento interrotto], su amaxus.english-heritage.org.uk, English Heritage, November 2006. URL consultato il 24 agosto 2009. Has lots of details of the history and the current state of the wreck site.